# Umbral de excitabilidad
El umbral de excitabilidad es la condición que debe presentar un estímulo para poder alcanzar el impulso nervioso o potencial de acción.
El estímulo debe tener una cierta intensidad por debajo de la cual no excita a la neurona. Una vez que se alcance el impulso nervioso este se llevará a cabo hasta sus últimas consecuencias sin importar su potencial. A esto último se lo denomina ley del todo o nada.